# Лощининское сельское поселение
Лощининское сельское поселение — муниципальное образование (сельское поселение) в Касимовском районе Рязанской области.
Административный центр — деревня Лощинино.

## Население
| 2010  | 2012  | 2013  | 2014  | 2015  | 2016  | 2017  |
| ----- | ----- | ----- | ----- | ----- | ----- | ----- |
| 733   | ↗1529 | ↘1515 | ↘1511 | ↘1474 | ↘1448 | ↘1437 |
| 2018  | 2019  | 2020  | 2021  |       |       |       |
| ↘1430 | ↘1411 | ↗1423 | ↗1432 |       |       |       |

## Состав поселения
В состав сельского поселения входят 9 населённых пунктов
| № | Населённый пункт | Тип населённого пункта          | Население |
| - | ---------------- | ------------------------------- | --------- |
| 1 | Акапово          | деревня                         | 11        |
| 2 | Аниково          | деревня                         | ↘11       |
| 3 | Баженово         | деревня                         | 85        |
| 4 | Залесное         | деревня                         | 43        |
| 5 | Клоково          | деревня                         | 82        |
| 6 | Лощинино         | деревня, административный центр | ↗949      |
| 7 | Макковеево       | деревня                         | 14        |
| 8 | Перхурово        | деревня                         | ↘54       |
| 9 | Самылово         | село                            | ↘311      |

## История
Лощининское сельское поселение образовано в 2004 г. из Лощининского сельского округа. Лощининский сельский округ, в свою очередь, был переименован из Самыловского сельского округа в 1998 г.